# Tell Me Something I Don't Know
"Tell Me Something I Don't Know" — пісня американської співачки Селени Гомес. Трек вийшов як сингл з альбому Another Cinderella Story soundtrack  5 серпня 2008 року, а версія Radio Disney вийшла 9 вересня 2008 року на ITunes.

## Представлення у чартах
Пісня досягла 58 позиції в американському чарті  Billboard Hot 100 і під 13 номером потрапила до чарту Australian Hitseekers Singles. Станом на липень 2015, року пісня була продана у вигляді 1,1 мільйона копій у США.

## Музичне відео
Музичне відео розпочинається з кадрів, які нагадують фільм (але не є епізодами з нього); Гомес прибирає будинок, а покоївка кричить на неї. Потім Гомес виходить з будинку і танцює разом з молодими людьми, в той час як покоївка дивиться на це з вікна дому. Відео також включає епізоди Гомес на чорному фоні, де з'являються слова з пісні (такі як  "I'm ready for it" і "One in a million") і літають навколо виконавиці. Режисером кліпу виступив Еліотт Лестер.

## Нагороди та номінації
| Рік  | Номінація             | Категорія              | Робота                         | Результат |
| ---- | --------------------- | ---------------------- | ------------------------------ | --------- |
| 2014 | Vevo Certified Awards | 100.000.000 переглядів | Tell Me Something I Don't Know | Перемога  |

## Чарти
| Чарт (2008)                   | Пікова позиція |
| ----------------------------- | -------------- |
| Australian Hitseekers Singles | 13             |
| US Billboard Hot 100          | 58             |

### Сертифікації
| Регіон                                                                                                 | Сертифікація | Продажі   |
| --- | ------------ | --------- |
| США (RIAA)                                                                                             | Платиновий   | 1.100.000 |
| * Дані про продажі на основі сертифікації поодинці ^ Поставки цифри засновані на сертифікації поодинці |              |           |